# Próg zwalniający

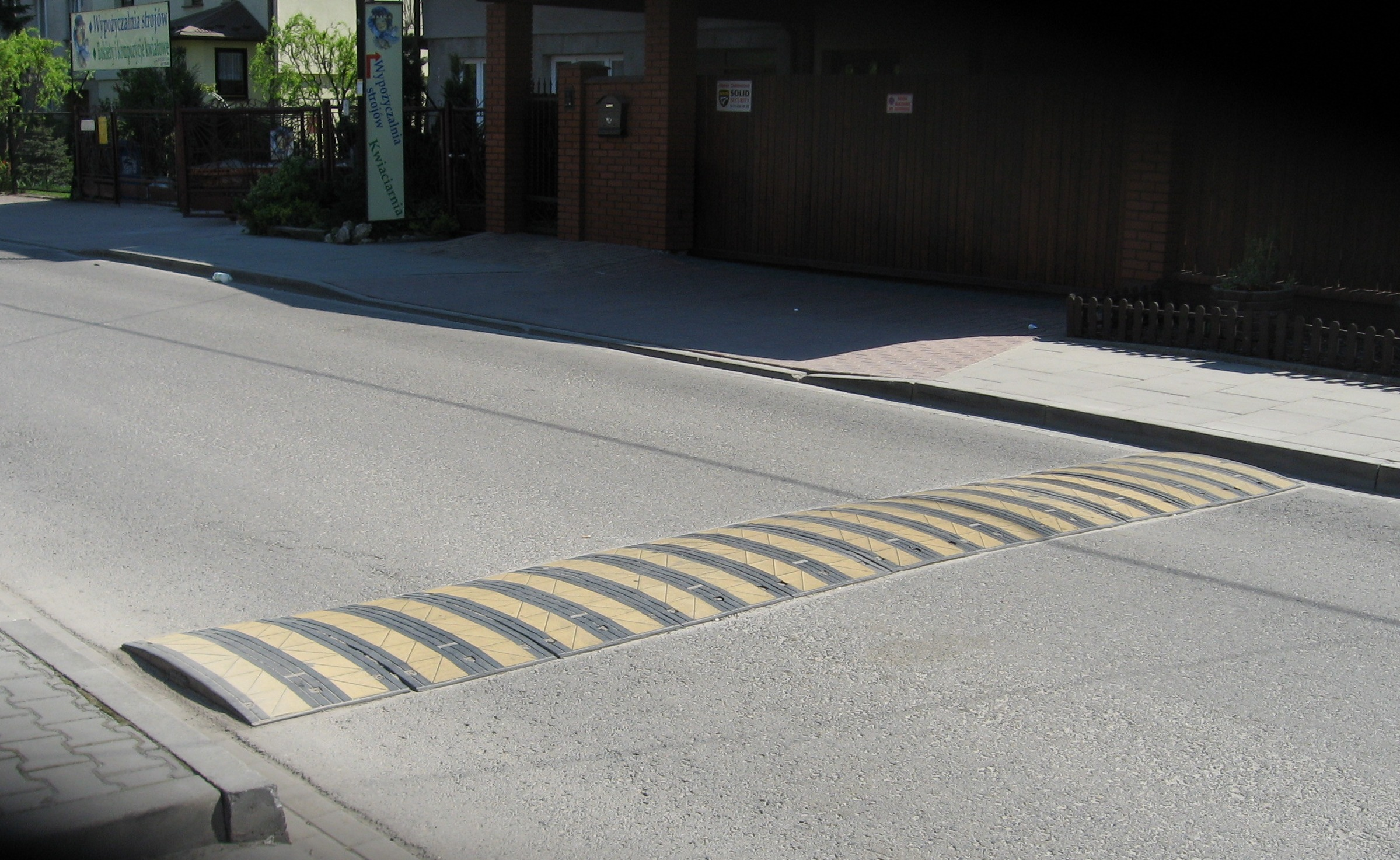
Próg zwalniający PZ-90 wykonany z tworzywa sztucznego na bazie PVC

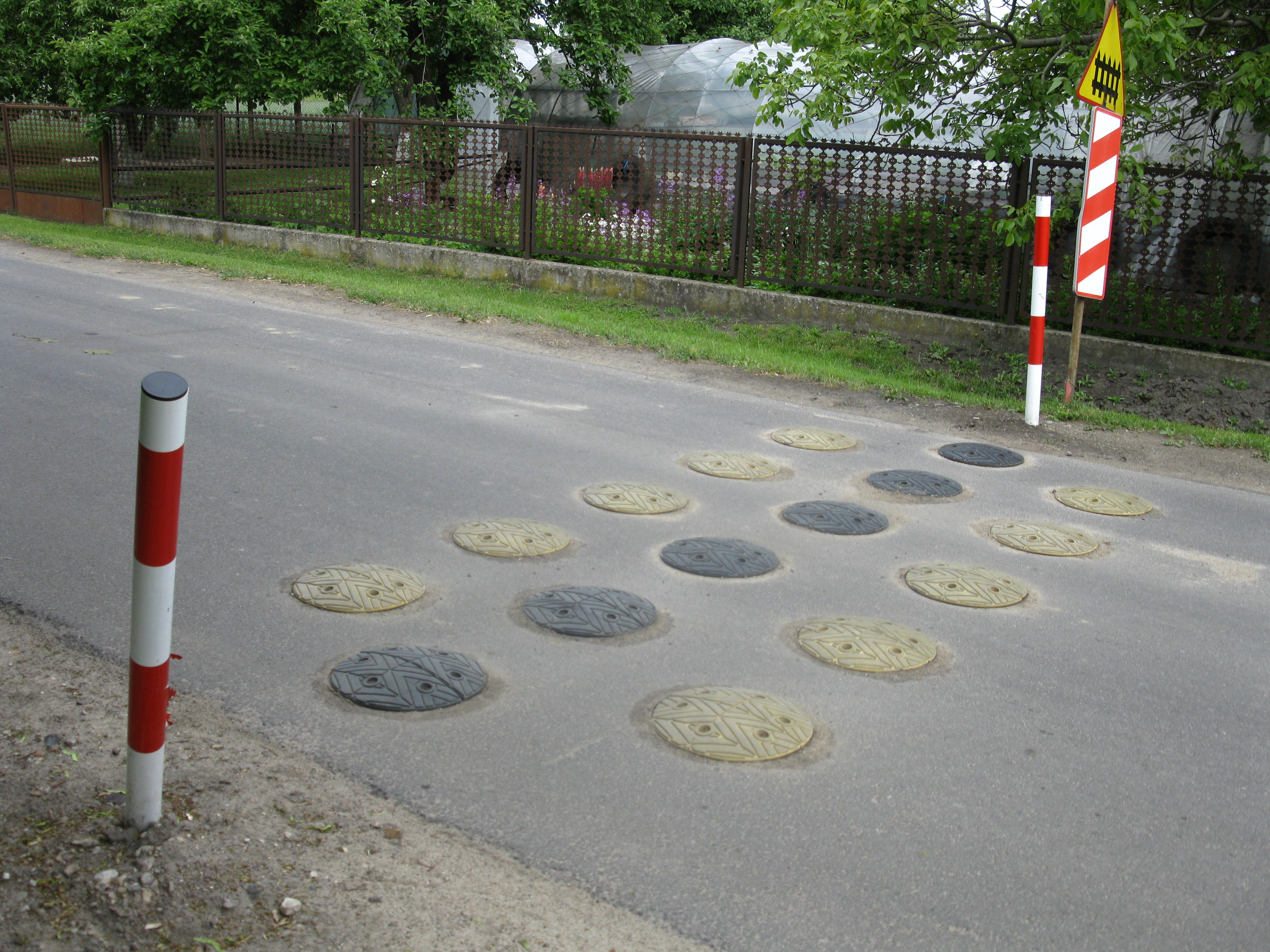
Próg zwalniający z gumy złożony z kilkunastu niepołączonych ze sobą elementów (Złotniki, ul. Pawłowicka)

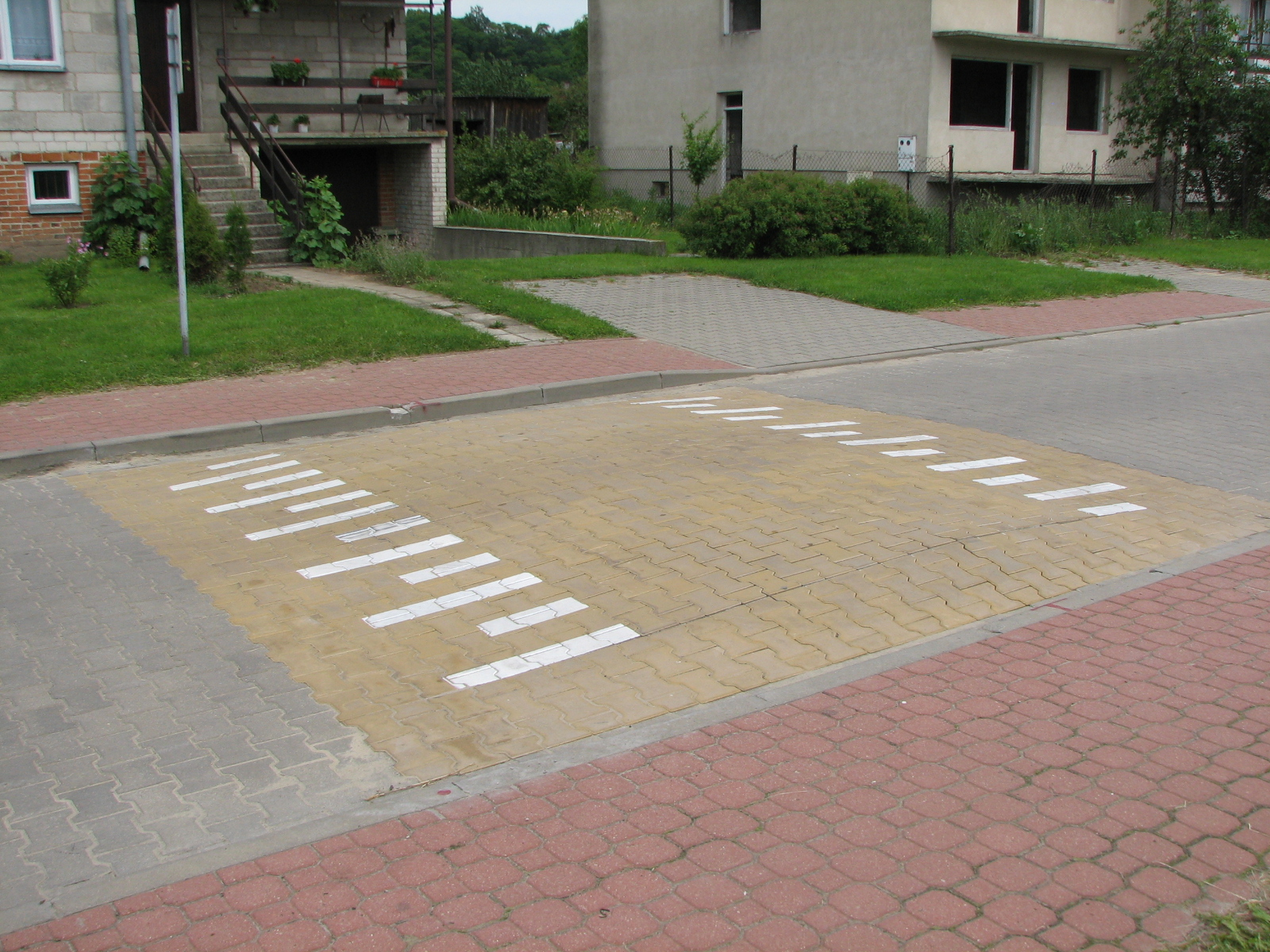
Długi próg zwalniający z kostki betonowej

znak poziomy P-25
oznaczający próg zwalniający

Próg zwalniający – środek uspokojenia ruchu, w postaci poprzecznej wypukłości na jezdni, mający na celu ograniczenie prędkości pojazdów poruszających się po drodze, na której został zainstalowany. Przejazd przez próg z prędkością większą niż dopuszczalna powoduje podbicie kół samochodu i dyskomfort dla kierowcy i pasażerów, przez co skłania do przejeżdżania przez niego z ograniczoną prędkością, zazwyczaj 20 lub 30 km/h.
Progi zazwyczaj wykonuje się z kostki betonowej, tworzywa sztucznego na bazie PVC, gumy lub mieszanek asfaltowych.
O miejscu na drodze, w którym znajduje się próg zwalniający, ostrzega znak A-11a.

Znak ostrzegawczy A11a

## Nowoczesne progi zwalniające
Idea progu zwalniającego jest w dalszym ciągu rozwijana. Rozwój skierowany jest głównie na ograniczenie niedogodności dla pojazdów przejeżdżających przez próg z dozwoloną prędkością. Poniżej przedstawiono kilka proponowanych rozwiązań:
- próg z zawiasem w środku i zamontowanym amortyzatorem o tak dobranych parametrach, by próg spłaszczał się przy powolnym przejeździe, a pozostawał wypukły przy przejeździe z większą prędkością[1]
- próg ma postać rękawa wypełnionego cieczą, która rozpływa się przy powolnym najeździe pojazdu, a stawia opór przy najeździe z dużą prędkością[2]
- próg ma nawierzchnię elastyczną, która zapada się przy przejeździe ciężkiego pojazdu np. autobusu, a pozostaje na miejscu podczas przejazdu samochodu osobowego. Dzięki temu ogranicza się wibracje, które powstają podczas przejazdu pojazdów ciężkich przez progi zwalniające i zwiększa się komfort pasażerów komunikacji zbiorowej[3].

## Nietypowe progi zwalniające
Poza znanymi powszechnie i przedstawionymi powyżej stosuje się też inne rodzaje progów zwalniających.
- Pinezka – to próg stosowany na skrzyżowaniach, ma postać okrągłej wypukłości na środku skrzyżowania o średnicy tak dobranej, by przejazd przez skrzyżowanie odbywał się częściowo przez próg. Skrzyżowanie z progiem typu pinezka jest bardzo podobne do minironda, lecz różni się od niego tym, że nie obowiązuje na nim ruch okrężny.
- Poduszka – to także próg stosowany na skrzyżowaniach. Od progu typu Pinezka różni się kształtem. Próg typu poduszka ma kształt prostokątny. W przeciwieństwie do skrzyżowania z wyniesioną powierzchnią nie obejmuje całej tarczy skrzyżowania, lecz jedynie jej środkowy fragment.
- Próg wyspowy (przyjazny autobusom) (poduszka berlińska) – to próg zwalniający najczęściej w postaci prostokątnej wypukłości na jezdni, o szerokości takiej, która umożliwia autobusowi przejazd nad progiem (bez wpływu na ruch autobusu), a samochodom osobowym nie, ze względu na ich węższy rozstaw kół.